# Dudnica
Dudnica (Elektrownia, Mała Jaskinia) – jaskinia w Dolinie Bystrej w Tatrach Zachodnich. Ma dwa, blisko siebie znajdujące się, otwory wejściowe u podnóża Kalackiej Turni na wysokości 1181 metrów n.p.m. niedaleko wylotu Jaskini Bystrej. Długość jaskini wynosi 185 metrów, a deniwelacja 12 metrów.

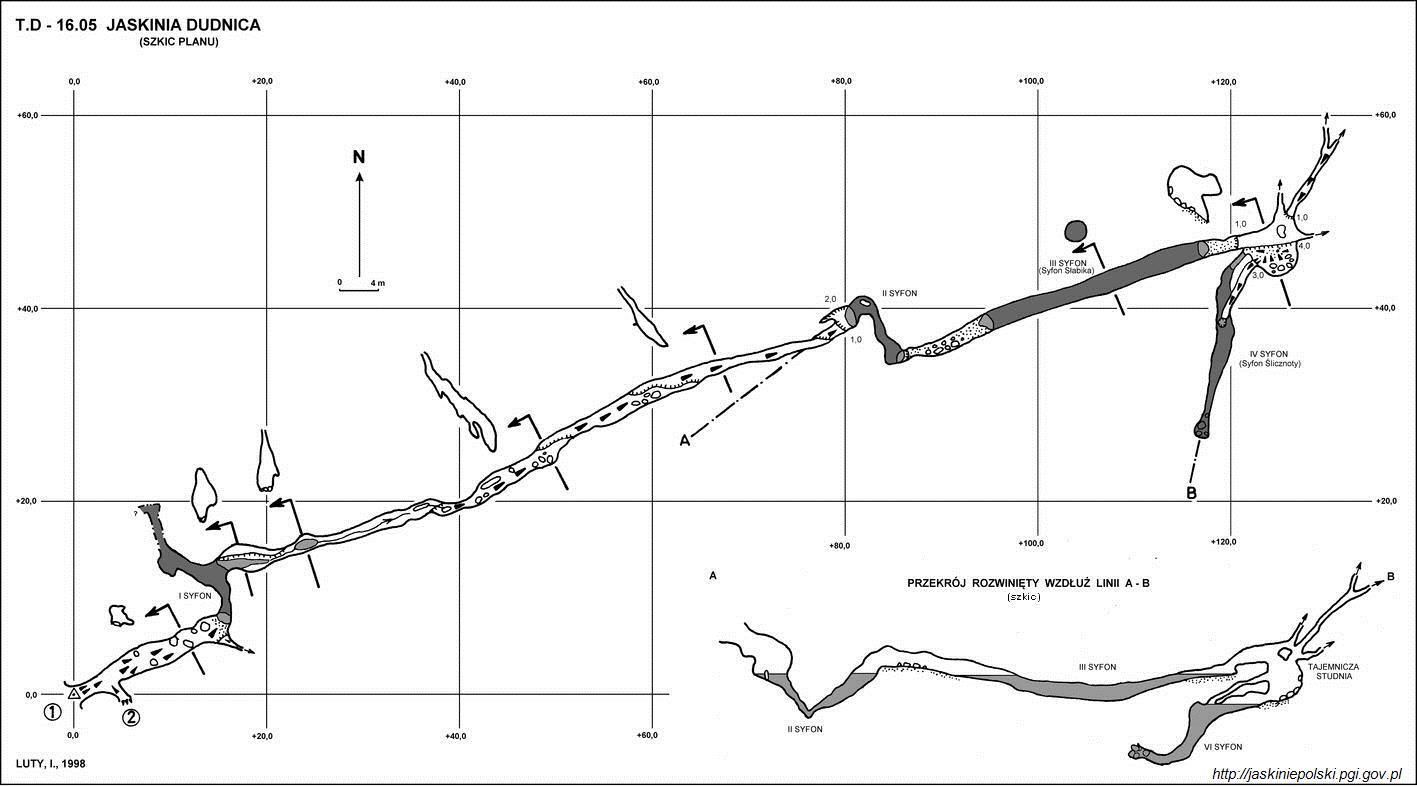
Plan i przekrój jaskini

## Opis jaskini
Początek jaskini to idący stromo w dół, 10-metrowy korytarz zaczynający się zaraz za dwoma niewielkimi otworami wejściowymi. Kończy się on syfonem I (w bardzo suchych okresach jest on jeziorkiem), w którym rozgałęzia się – w lewo ciąg wody płynie w kierunku Jaskini Bystrej, w prawo odchodzi 70-metrowy, idący lekko w dół korytarz. Prowadzi on do syfonu II, a następnie do Syfonu Słabika. Dalej rozdziela się:
- na dół prowadzi Tajemnicza Studnia kończąca się Syfonem Ślicznoty.
- w górę odchodzą dwa ciągi. Jeden to 8-metrowy korytarz, rozdzielający się na końcu na dwa wąskie, niezbadane korytarzyki, drugi to również wąski i niezbadany do końca korytarzyk[3][4].

## Przyroda
Dno jaskini ma charakter skalisty i jest pokryte po części piaskiem i otoczakami z wapienia i granitu.
Razem z Jaskinią Kalacką i Jaskinią Bystrej stanowi ona część systemu odwadniającego masyw Giewontu, określanego wspólną nazwą Jaskinie Bystrej. Jest wypełniona w znacznej części wodą, dostępna bez nurkowania tylko na długości kilkunastu metrów. Jaskinie Bystrej i Wywierzysko Bystrej są pod ziemią połączone ciekami wodnymi.

## Historia odkryć
Jaskinię odkryli we wrześniu 1935 roku Stefan Zwoliński i Władysław Gorycki, ale dotarli tylko do I syfonu. Dalsza penetracja była możliwa po osuszeniu syfonu (przy okazji wypompowania wody ze studni wejściowej Jaskini Bystrej) przez braci Stefana i Tadeusza Zwolińskich w 1949 roku – wówczas dotarli oni do II syfonu. Kolejne odkrycia miały miejsce w latach 1965, 1970 i 1973.
Nazwa Dudnica (dawniej też Elektrownia) powstała stąd, że dochodzący z głębi jaskini szum przypomina odgłos pracującej turbiny elektrowni w Kuźnicach. Innym dawnym określeniem Dudnicy była Mała Jaskinia.